# 阿部泰彦
阿部 泰彦（あべ　やすひこ、1978年1月27日 - ）は、日本のキックボクサー。新潟県出身。身長168cm、体重55kg。JMNジム所属。元新日本キックボクシング協会バンタム級1位。